# Vohlanluoto
Vohlanluoto är en ö i Finland. Den ligger i Bottenhavet och i kommunen Pyhäranta i den ekonomiska regionen  Nystadsregionen i landskapet Egentliga Finland, i den sydvästra delen av landet. Ön ligger omkring 76 kilometer nordväst om Åbo och omkring 210 kilometer väster om Helsingfors.
Öns area är 7,1 hektar och dess största längd är 410 meter i sydöst-nordvästlig riktning. I omgivningarna runt Vohlanluoto växer i huvudsak barrskog.